# Học viện Nghệ thuật Hoàng gia Nga
Học viện Nghệ thuật Nga (tiếng Nga: Императорская Академия художеств, tên gọi không chính thức là Học viện Nghệ thuật Sankt-Peterburg), là một học viện nghệ thuật được thành lập bởi bá tước Ivan Shuvalov vào năm 1757 với tên gọi Học viện ba bộ môn nghệ thuật quý tộc.

## Lịch sử

### Thời kỳ Đế quốc Nga (1757-1917)
Học viện này ban đầu được đặt tại biệt thự Shuvalov trên phố Sadovaya. Năm 1764, Yekaterina II của Nga đổi tên tòa nhà này thành Học viện Nghệ thuật Hoàng gia Nga và ủy quyền cho hiệu trưởng đầu tiên của nó, Alexander Kokorinov, để thiết kế một tòa nhà mới. Dinh thự mới này mất 25 năm để hoàn thành và cuối cùng mở cửa vào năm 1789. Cũng vào năm đó, Konstantin Thon chịu trách nhiệm trang trí nội thất lộng lẫy. Ông cũng thiết kế một bến cảng phía trước tòa nhà với cầu thang dẫn xuống sông Neva và trang trí cầu thang đó bằng hai tượng nhân sư 3000 năm tuổi được vận chuyển từ Ai Cập.
Vào giữa thế kỷ 19, những nhân viên theo trường phái Hàn lâm chịu ảnh hưởng bởi các học thuyết của Dominique Ingres đã bị thách thức bởi một thế hệ nghệ sĩ Nga trẻ hơn. Những nghệ sĩ này khẳng định quyền tự do vẽ tranh theo trường phái Hiện thực. Những người ủng hộ phong trào này được gọi là peredvizhniki (tiếng Việt có nghĩa là lữ khách và thuật ngữ này liên quan đến sự mong muốn mang nghệ thuật đến với người dân). Được lãnh đạo bởi Ivan Kramskoi, họ công khai đoạn tuyệt với Học viện và tổ chức các cuộc triển lãm của riêng họ và lữ hành từ thị trấn này sang thị trấn khác trên khắp nước Nga. Ilya Repin, Mikhail Vrubel và một số họa sĩ khác vẫn coi việc đào tạo của học viện là không thể thiếu để phát triển các kỹ năng chuyên môn và kỹ thuật cơ bản.

### Thời kỳ Xô Viết (1917-1991)
Sau Cách mạng Nga năm 1917, Học viện Hoàng gia Nga đã trải qua một loạt các biến đổi. Nó chính thức bị bãi bỏ vào năm 1918 và Xưởng giáo dục Nghệ thuật Tự do Petrograd (Pegoskhuma) được thành lập. Trường này được đổi tên thành Petrograd Svomas (xưởng nghệ thuật tự do) vào năm 1919. Ngoài ra, nó còn được đổi tên nhiều lần khác nhau như Xưởng Nghệ thuật-Giáo dục nhà nước Petrograd vào năm 1921, Vkhutein năm 1928, Viện Mỹ thuật Vô sản năm 1930, Học viện nghệ thuật Nga năm 1933, và Học viện Nghệ thuật Liên Xô vào năm 1947. Sau khi học viện này chuyển đến Moskva vào năm đó, tòa nhà ở Leningrad (thành phố Sankt-Peterburg ngày nay) được đổi tên thành Viện Hội họa, Điêu khắc và Kiến trúc Ilya Repin Leningrad.
Trong thời kỳ Xô Viết, các học viện được miễn học phí do được chính phủ tài trợ nhưng việc tuyển sinh có tính cạnh tranh gay gắt hơn. Nhiều sinh viên tương lai đã nộp đơn vào Học viện trong sáu hoặc bảy năm liên tiếp mà không thành công. Cuộc cạnh tranh rất khốc liệt vì học viện chỉ có hai mươi chỗ với hàng ngàn ứng viên.
Năm 1991, nó được đổi tên thành Học viện Nghệ thuật Nga. Bộ sưu tập nghệ thuật của học viện cũ, bao gồm các tác phẩm lớn của Poussin, David và Ingres, đã được chuyển đến Bảo tàng Hermitage bên kia sông.

## Tình hình ngày nay
Học viện Nghệ thuật Nga có trụ sở chính ở Moskva từ năm 1947. Chủ tịch hiện tại của học viện này là Zurab Tsereteli.
Tòa nhà lịch sử trên sông Neva ở St. Petersburg đã được sử dụng cho Viện Nghệ thuật Repin (tiếng Nga: «Институт имени Репина», tên đầy đủ: Viện Hội họa, Điêu khắc và Kiến trúc Nhà nước Ilya Repin Sankt-Peterburg). Ngoài ra, tòa nhà này còn được gọi là Viện Mỹ thuật, Điêu khắc và Kiến trúc Bang Sankt-Peterburg.

## Phòng ban/khoa
Học viện Nghệ thuật Nga được chia thành tám khoa sau đây:
- Phòng ban sơn
- Phòng ban vẽ biểu đồ họa
- Phòng ban điêu khắc
- Phòng ban Trang trí/Mỹ thuật Ứng dụng
- Phòng ban Trang trí Sân khấu Điện ảnh
- Phòng ban Kiến trúc
- Phòng ban thiết kế
- Phòng ban Lịch sử Nghệ thuật

## Những sinh viên nổi tiếng
- Nikolai Leontyevich Benois (1813–1898), kiến trúc sư
- Stanisław Chlebowski (1835–1884), họa sĩ lịch sử Ba Lan
- Orest Kiprensky (1782–1836), Porträtmaler der Romantik
- Viktor Hartmann (1834–1873), kiến trúc sư, nhà điêu khắc und họa sĩ gốc Đức
- Grigory Myassoedov (1834–1911), họa sĩ và nhà điêu khắc
- Alexander Pomeranzev (1849–1918), kiến trúc sư và kiến trúc sư xây dựng thành phố
- Pavel Sokolov (1764–1835), nhà điêu khắc
- Kazimierz Stabrovski (1869–1929), họa sĩ Ba Lan
- Fyodor Tolstoi (1783–1873), họa sĩ và nhà điêu khắc
- James McNeill Whistler (1834–1903), họa sĩ Hoa Kỳ